# Mellantjärnen (Nordmarks socken, Värmland)
Mellantjärnen är en sjö i Filipstads kommun i Värmland och ingår i Göta älvs huvudavrinningsområde.